# Kurzwelle

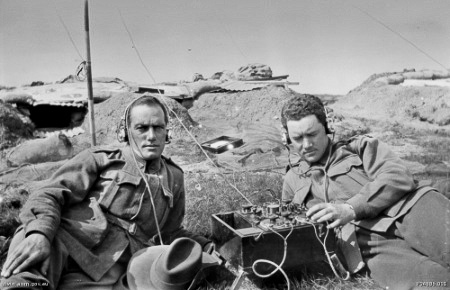
Australische Soldaten nutzen einen Kurzwellenempfänger (1916)

Als Kurzwellen (Abk. KW, engl. SW für short wave oder HF für high frequency), manchmal auch Dekameterwellen, bezeichnet man Radiowellen in einem höheren Frequenzbereich als die Lang- und Mittelwellen. Die Bezeichnungen Kurzwellen und Dekameterwellen beziehen sich auf die Wellenlänge im Bereich zwischen 10 m und 100 m, entsprechend einer Frequenz zwischen 3 und 30 MHz.

## Frequenz und Wellenlänge
Als Kurzwellen bezeichnet man elektromagnetische Wellen mit einer Frequenz f zwischen 3 und 30 MHz. Dies entspricht einer Wellenlänge λ (Lambda) zwischen 100 m und 10 m.
Unterhalb von 3 MHz befindet sich die Mittelwelle, oberhalb 30 MHz die Ultrakurzwelle.

### Ausstrahlung von Kurzwellensignalen

Abstrahlung einer oberflächennahen Bodenwelle und einer an der Ionosphäre reflektierten Raumwelle (mit Multi-Hop)

Die Kurzwelle nimmt unter den Funkwellen einen besonderen Platz ein. Auf Grund ihrer großen Reichweite können Kurzwellensignale weltweit empfangen werden. Kein anderer Frequenzbereich weist eine solch große Reichweite auf. Wie auch bei Langwellen- und Mittelwellensendern wird von einer Kurzwellen-Sendeantenne sowohl eine Bodenwelle als auch eine Raumwelle ausgestrahlt. Die Bodenwelle breitet sich entlang der Erdoberfläche aus und hat eine beschränkte Reichweite, die je nach Frequenz und Sendeleistung 30 bis etwa 100 km beträgt. Die Raumwelle verlässt die Erdoberfläche, bedingt durch die Abstrahlcharakteristiken der Antenne, vor allem schräg aufwärts, erreicht die Ionosphäre in einem flachen Winkel und wird bei günstigen Bedingungen an ihr reflektiert. Im Vergleich zu Radiowellen in anderen Frequenzbereichen, wie Langwelle (LW), Mittelwelle (MW) und Ultrakurzwelle (UKW), zeichnet sich die Kurzwelle durch ein sehr gutes Reflexionsverhalten ihrer Raumwellen aus. Sie werden bei der drahtlosen Ausbreitung an verschiedenen Schichten der Ionosphäre reflektiert und wieder zurück zum Erdboden gestreut. Von dort können sie erneut in den Raum reflektiert werden. So kann das Kurzwellensignal um die ganze Erde wandern (Multi-Hop). Für internationale Funkverbindungen ist die Kurzwelle daher von großer Wichtigkeit.
Im Gegensatz zu Radiosendungen auf Langwelle und Mittelwelle, bei denen bei Tag die Raumwellen in den unteren Schichten der Ionosphäre absorbiert werden, können Rundfunksendungen auf Kurzwelle ohne großen Aufwand weltweit mit einem handelsüblichen Transistorradio, das ein Kurzwellen-Frequenzband enthält (Weltempfänger), empfangen werden. Von Lang- und Mittelwellen-Sendern wird nur die Bodenwelle sicher empfangen. Deren Reichweite beträgt unabhängig von der Tageszeit bei Mittelwellen einige 100 km und bei Langwellen bis zu 1000 km.

### Reflexion an Schichten der Ionosphäre
Die Reflexion von Kurzwellen an der elektrisch leitfähigen Ionosphäre ist verlustarm, funktioniert aber nur bis zu einer einfallswinkelabhängigen Grenzfrequenz (Maximum Usable Frequency – MUF). Die Reflexion am Boden ist für den größten Teil der Erde, nämlich die leitfähigen Ozeane ebenfalls verlustarm; bei den Kontinenten ist sie von der Leitfähigkeit des Bodens, insbesondere vom Grundwasserspiegel abhängig. Die Ionosphäre wird in erster Linie durch kurzwellige Ultraviolett-Strahlung der Sonne erzeugt.

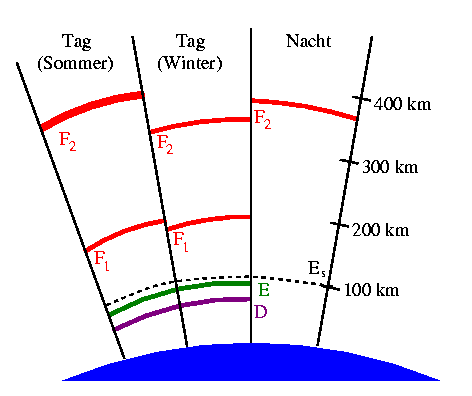
Aufbau der Ionosphärenschichten in Abhängigkeit von der Jahres- und Tageszeit

Beziehung von Abstrahlwinkel und Reflexion an der Ionosphäre

Die Elektronen- und Ionen-Dichte ist in der Mesosphäre bis zu einer Höhe von etwa 60 km praktisch Null. Darüber nimmt sie zu und erreicht (bei Tag) in der E-Schicht ein erstes Maximum. Über dieser Schicht nimmt sie etwas ab, steigt aber ab etwa 200 km Höhe wieder deutlich an. Das absolute Maximum wird in der F-Region erreicht, noch höher nimmt sie wieder langsam ab. Die unterschiedlichen Zonen in diesem Profil nennt man Ionosphärenschichten. Als erste sagten 1902 Arthur Edwin Kennelly und Oliver Heaviside unabhängig voneinander eine solche Schicht voraus. Sie heißt E-Schicht, frühere Bezeichnung war Kennelly-Heaviside-Schicht.
Der deutsche Physiker Hans Lassen entdeckte einige Jahre vor Edward Victor Appleton in großer Höhe eine wesentlich stärker ionisierte Schicht, die F-Region genannt wird und für die Reflexion von Kurzwellensignalen entscheidend ist.  Das Höhenprofil der Schichten, vor allem die Stärke der Ionisierung hängen stark von der Tageszeit ab, aber auch von der Jahreszeit. Den Höchstwert der Elektronen-Dichte beschreibt die kritische Frequenz foF2, deren weltweite Veränderung mithilfe der Messergebnisse vieler Stationen in Ionisationskarten erfasst wird. Alle Daten sind von der Sonnenaktivität abhängig, die langfristig bedeutende Änderungen bewirkt. Im Verlauf ihres (etwa) 11-jährigen Zyklus verschieben sich die nutzbaren Frequenzbereiche ganz erheblich.
Nachts entfällt die Sonneneinstrahlung als Ionisationsquelle. Dann lösen sich verschiedene Schichten durch Rekombination von Ionen und Elektronen zu ungeladenen Atomen auf. Die D-Schicht verschwindet nach Sonnenuntergang sehr schnell, weil die hohe Luftdichte viele Zusammenstöße bedingt. Die E-Schicht verschwindet einige Stunden nach Sonnenuntergang. Die am Tage gebildeten F1- und F2-Schichten verschmelzen zur F-Region, deren Ionisation in den Nachtstunden zwar abnimmt, jedoch nicht vollständig verschwindet.
Kurzwellensignale müssen die D- und E-Schicht passieren, bevor sie an der F2-Schicht reflektiert werden können. Sie werden bei Tag in diesen unteren Schichten oft erheblich geschwächt durch Zusammenstöße der schwingenden Elektronen mit Luft-Molekülen. Nachts, wenn sich die unteren Ionosphärenschichten aufgelöst haben, tritt diese Dämpfung nicht ein.
Die Reflexion elektromagnetischer Wellen an der F2-Schicht kann mit dem Brechungsgesetz von Snellius erklärt werden, wenn der Brechungsindex des Plasmas bekannt ist. Nach diesem, in der Optik oft benutzten Gesetz, wird eine elektromagnetische Welle beim Eintritt in ein optisch dichteres Medium zum Einfallslot hin gebrochen. Funkwellen unterhalb der Plasmafrequenz werden von den ionisierten Schichten reflektiert, ihre Bahnkurven sind in diesem Bereich gekrümmt. In der Schicht wird die Strahlrichtung immer flacher, dann horizontal und verläuft schließlich wieder abwärts. Die höhenabhängige Plasmafrequenz bewirkt, dass niedrigere Frequenzen in tieferen Schichten reflektiert werden als höhere Frequenzen; andererseits erleiden Erstere aber tagsüber eine stärkere Dämpfung in den tiefen Schichten. Bei UKW-Frequenzen über 50 MHz reicht die Brechung in der F2-Schicht nie zur Totalreflexion. Sehr stark ionisierte E-Schichten jedoch können bei flachem Einfall auch (selten) Frequenzen um 50 MHz reflektieren.
In einer Höhe von 90 bis 120 km tritt sporadisch die Es-Schicht (Sporadic-E) auf; in Mitteleuropa geschieht dies meist tagsüber in den Sommermonaten. Es wird vermutet, dass langlebige Metall-Ionen, die von Meteoriten-Einschlägen stammen, zur Entstehung dieser Schicht beitragen. Ist die Ionisation der Es-Schicht sehr stark, so können Kurzwellen daran reflektiert werden und so nicht mehr zur F2-Schicht gelangen (Abdeckung). Im UKW-Bereich können dagegen Überreichweiten auftreten, wenn UKW-Signale an der Es-Schicht reflektiert werden.
Der Mögel-Dellinger-Effekt (englisch sudden ionospheric disturbance SID) Ist eine plötzlich auftretende, massive Störung des gesamten Kurzwellen-Verkehrs auf der sonnenbeschienenen Seite des Globus, die eine Viertelstunde oder etwas länger andauert [tote Viertelstunde]. Sie wird von einer harten Strahlung hervorgerufen, die die Sonne bei einer Eruption abstrahlt und kommt nur wenige Male im Jahr vor.
| Schicht | Höhe (ca.) | Bemerkung                                                   |
| ------- | ---------- | ----------------------------------------------------------- |
| D       | 070…090 km | tagsüber vorhanden, Ionisation entsprechend dem Sonnenstand |
| E       | 110…130 km | tagsüber vorhanden, Ionisation entsprechend dem Sonnenstand |
| Es      | 000…110 km | dünn, oft lückenhaft, sporadisch, vor allem im Sommer       |
| F1      | 000…200 km | tagsüber vorhanden, geht nachts mit F2-Schicht zusammen     |
| F2      | 250…400 km | Tag und Nacht vorhanden                                     |

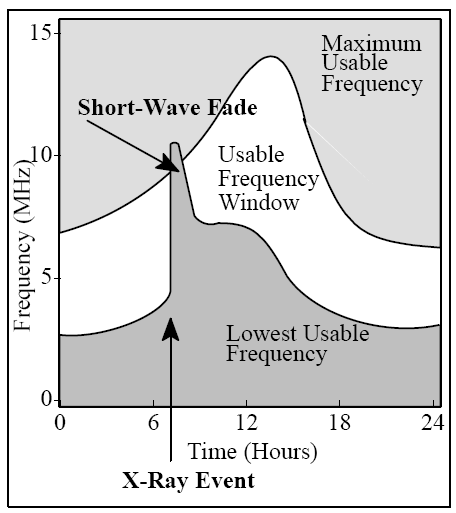
Das Frequenznutzungsfenster für Funkwellen liegt zwischen der LUF und MUF. Schließt sich das Fenster, tritt ein so genannter Shortwave Fadeout auf.

Das Frequenznutzungsfenster für Funkwellen liegt zwischen der LUF und MUF. Physikalisch ist die LUF durch Dämpfung im Plasma tieferer Schichten bestimmt, die MUF dagegen durch Brechung, fast immer in der F2-Schicht. Tritt ein sogenannter Shortwave Fadeout auf, so schließt sich das Fenster kurzzeitig. Eine hohe Sendeleistung verschiebt die LUF abwärts und macht so das Frequenzfenster größer; sie beeinflusst aber die MUF nicht, abgesehen von Verbindungen über Streustrahlung, die nur bei sehr hohen Sendeleistungen verwendbar werden (Troposcatter-Verbindungen).
Die MUF (maximum usable frequency) ist deutlich größer als die kritische Frequenz foF2, weil bei schrägem Einfall schon eine geringere Richtungsänderung zur Totalreflexion ausreicht. Die minimale Grenzfrequenz, unterhalb derer die Dämpfung zu stark ist, wird als LUF (lowest usable frequency) bezeichnet. Sie hängt von der Ausrüstung (Sendestärke, Antennen, Empfindlichkeit des Empfängers) ab. Zu bestimmten Zeiten kann für gewisse Verbindungen die LUF über der MUF liegen, sodass kein Kurzwellenempfang möglich ist. So ist beispielsweise im Minimum des Sonnenflecken-Zyklus zur Mittagszeit in Mitteleuropa kein Empfang von südamerikanischen Sendern möglich.
Ähnlich wie in der Meteorologie gibt es für die Ausbreitungsbedingungen der Kurzwellen einen Funk-Wetterbericht sowie Ausbreitungsvorhersagen, die nach Frequenz, Tageszeit, Jahreszeit und geografischem Zielgebiet aufgeschlüsselt sind.
Das Reflexionsverhalten ist vom Winkel der eintreffenden Strahlung des Senders abhängig. Sendeantennen werden auch unter Berücksichtigung dieses Aspektes entworfen und gebaut. Der niedrigste Abstrahlwinkel einer Kurzwellenantenne sollte nicht über 5 Grad liegen. Die F2-Schicht wird in einer Entfernung vom Sender von etwa 1500 bis 2000 km getroffen. Nach der Reflexion kann das Signal in einer Entfernung von 3000 bis 4000 km am Erdboden empfangen werden. Durch diese große Sprungdistanz entsteht ein Bereich – auf der Erdoberfläche ringförmig um den Sender, in dem das Signal nicht empfangen werden kann – die so genannte Tote Zone. Ist die Entfernung zwischen Sender und Empfänger größer als die einfache Sprungdistanz, sind mehrere Ionosphären-Reflexionen erforderlich, um diese Distanz zurückzulegen (Multi Hop).

## Geschichte der Kurzwelle
Kommerzielle Funktechnik begann auf Langwelle, gefolgt von Mittelwelle, als freie Frequenzen knapp wurden. Alle höheren Frequenzen galten als wertlos – auch deshalb, weil noch keine geeigneten Bauelemente für leistungsstarke Sender existierten. Kurzwelle und alles, was darüber lag, wurde den Funkamateuren als „Spielwiese“ zugewiesen. Erst als diese mit überraschend geringen Sendeleistungen (nur wenige Watt) Überseeverbindungen herstellen konnten, wurde das Potenzial der Kurzwelle erkannt. Die Aktivitäten der Funkamateure wurden auf schmale Frequenzbereiche beschränkt.
In diesem Zusammenhang ist erwähnenswert, dass die Kurzwelle ursprünglich zu militärischen Zwecken genutzt wurde, da man annahm, dass sie nur lokal begrenzt empfangen werden kann. Das genaue Gegenteil war aber der Fall: Man wusste nichts vom Aufbau der Erdatmosphäre und hatte nicht mit der Ausbreitung mittels der Raumwelle, die so gut an der F-Schicht reflektiert wird, gerechnet.
Tatsächlich war es mit der Kurzwelle erstmals möglich, von jedem Punkt der Erde mit fast jedem anderen Punkt der Erde direkt in Funkkontakt zu treten. Als Kommunikationsmittel wurde zunächst die Morse-Telegrafie verwendet. Mit Beginn des Rundfunkzeitalters bedienten sich auch Radiosender der Kurzwelle zur Ausstrahlung ihrer Programme. Im Zweiten Weltkrieg war die Kurzwelle das wichtigste militärische Nachrichten-Verbindungssystem. Wegen der Veränderlichkeit der Ionosphäre wurden Vorhersagen dringend benötigt und zumindest auf statistischer Basis mit einigem Erfolg erstellt. Das von Karl Rawer entwickelte Verfahren berechnete MUF und LUF für jeden einzelnen Übertragungsweg und berücksichtigte die Veränderung der Aktivität der Sonne nach einer von Wolfgang Gleißberg erfundenen Methode. Das Verfahren wurde nach Kriegsende von der französischen Marine übernommen. Auch noch nach der Einführung von Satellitenfunksystemen werden Kurzwellen weiterhin für den drahtlosen internationalen Informationsaustausch eingesetzt.

### Erste Funkverbindungen
Die erste drahtlose Verbindung gelang dem Russen Alexander Stepanowitsch Popow, der im Januar 1896 einen Artikel über ein „Gerät zur Aufspürung und Registrierung elektrischer Schwingungen“ veröffentlichte, mit dem er am 24. März 1896 anschaulich die schnurlose Übertragung von Signalen auf eine Entfernung von 250 Metern demonstrierte. Guglielmo Marconi baute das Gerät nach und ließ es im Juni 1896 patentieren. Die Forschungen und Experimente bauten auf den Erkenntnissen von Heinrich Hertz auf, der bereits 1888 die Abstrahlung von elektromagnetischen Wellen im Labor nachgewiesen hatte. Ob elektromagnetische Wellen auch größere Entfernungen zurücklegen können, wurde vorher nicht erforscht. 1899 sendete Marconi von Frankreich über den Ärmelkanal nach England, und am 12. Dezember 1901 gelang es ihm, eine Funkverbindung über den Atlantik, von Cornwall über 4000 km nach Neufundland aufzubauen. Es ist nicht bekannt, welche Wellenlänge er benutzte. Wahrscheinlich war es ein großer Frequenzbereich.
Die erste Rundfunksendung wurde von dem Kanadier Reginald Fessenden 1906 gemacht, der schon am 23. Dezember 1900 die erste drahtlose Sprachübertragung durchgeführt hatte.
Aufgrund der Zunahme der Funkübertragungen fand bereits 1906 die erste Konferenz der Internationalen Fernmeldeunion (ITU) statt, auf der Grundsätze und Verhaltensregeln im Kommunikationsverkehr festgelegt wurden.

### Feste und mobile Kommunikationsdienste
Küstenfunkstationen und Schiffssender bedienten sich – neben Langwelle und Mittelwelle – auch der Kurzwelle zur Nachrichtenübermittlung. Der Seefunk hatte dabei eine zentrale Position, denn erstmals in der Geschichte der Seefahrt war es möglich, ein Schiff auf hoher See jederzeit zu erreichen. Darüber hinaus konnten erstmals präzise (sekundengenaue) Zeitzeichen auf hoher See mit handelsüblichen Rundfunkgeräten empfangen werden, was elementar wichtig für die exakte Positionsbestimmung mit Sextanten ist. Zu den Funkdiensten, die Funkfernschreiben (radio teletype RTTY) nutzen, gehören zum Beispiel Presseagenturen, Seefunk, Wetterfunk, militärische Funkdienste und Botschaftsfunk.
Der Einsatz der Kurzwellen erreichte seinen Höhepunkt im Zweiten Weltkrieg. Auf deutscher Seite erlaubte der von Karl Rawer entwickelte analytische und statistische Code den Anwendern eine Abschätzung der Verbindungs-Wahrscheinlichkeit in Abhängigkeit von Zeit und Distanz. Da den meisten nur wenige (meist 2) Frequenzen, täglich wechselnd, zur Verfügung gestellt wurden, half ihnen das sehr bei der Frequenz-Wahl und ermöglichte eine Abschätzung der Chancen.
Vorhersagen der für langfristige Prognosen entscheidenden Sonnenaktivität wurden mit der Methode von Wolfgang Gleißberg gemacht, die auf einem Vergleich mehrerer vorhergehender Sonnenflecken-Zyklen beruht.
Über sogenannte Zahlensender wurden vor allem während des Kalten Krieges und werden vereinzelt auch heute noch Spionagebotschaften auf Kurzwellenfrequenzen gesendet, die man mit fast jedem Kofferradio selbst empfangen kann.
Eine weitere Anwendung sind die VOLMET-Berichte des Flugfunkdienstes. Dabei handelt es sich um Stationen, die auf festen Frequenzen zu bestimmten Zeiten Wetterberichte für den internationalen Flugverkehr aussenden. Flugfunk wird in der Umgebung von Flughäfen auf UKW betrieben, bei größeren Entfernungen wie Transatlantikflügen muss man Kurzwelle verwenden. Gesendet wird in Einseitenbandmodulation (SSB). Hauptsendesprachen sind Englisch und Russisch. Die Berichte enthalten Informationen über Sicht, Bewölkung, Bodentemperatur und Luftdruck.
Auf Kurzwelle senden auch manche Zeitzeichen- und Normalfrequenzsender, üblicherweise auf den Standardfrequenzen 2500, 5000, 10.000 und 15.000 kHz. Sie dienen der genauen Zeitmessung – meist für die Seeschifffahrt – und der Synchronisation von Uhren. Betrieben werden diese Zeitzeichendienste von wissenschaftlichen und technischen Instituten. Ihre Wichtigkeit hat mit dem Aufkommen von GPS abgenommen.

### Kurzwellenrundfunk und Amateurfunk

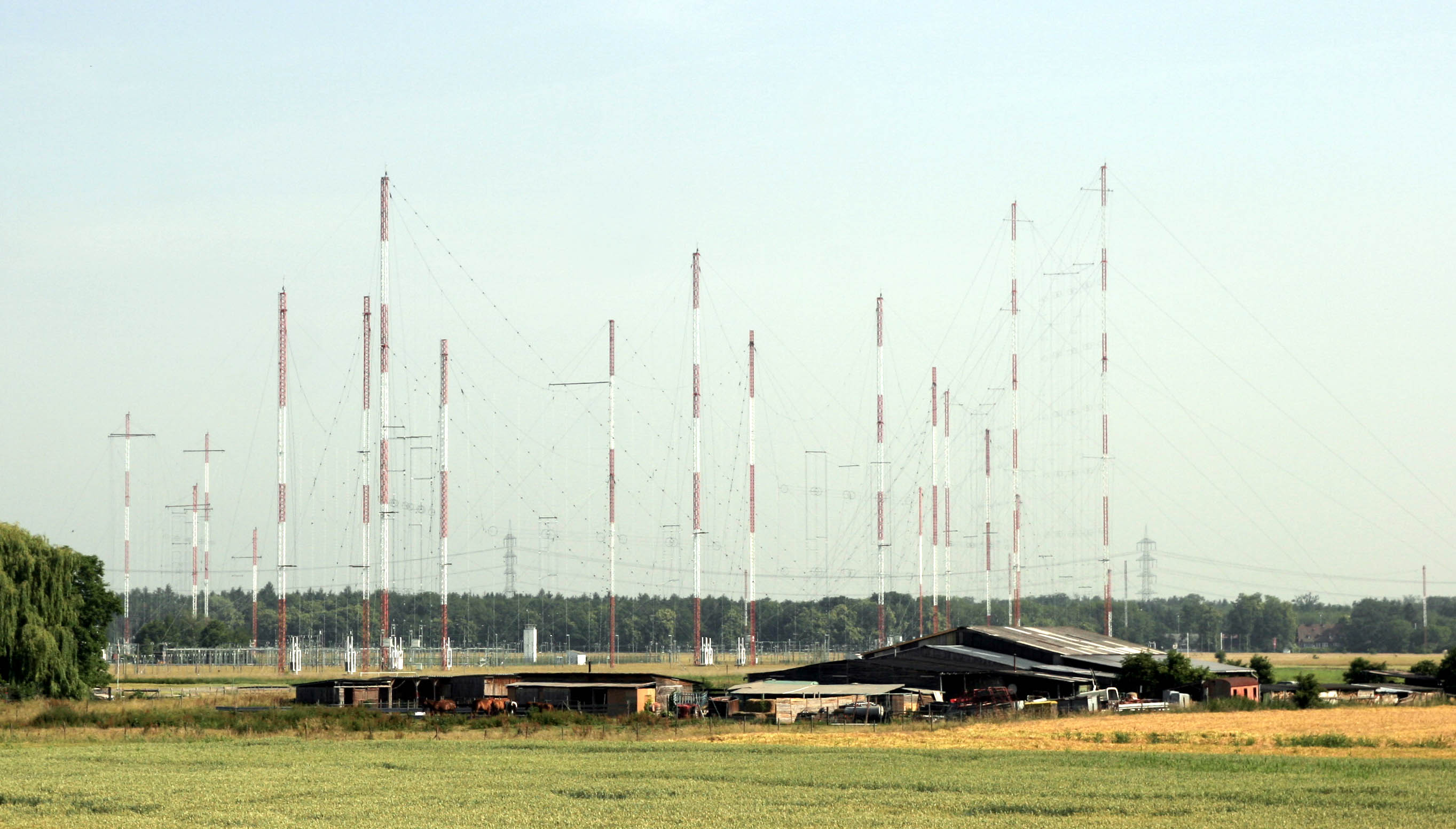
Die Sendeanlage von Radio Free Europe bei Biblis (Südhessen)

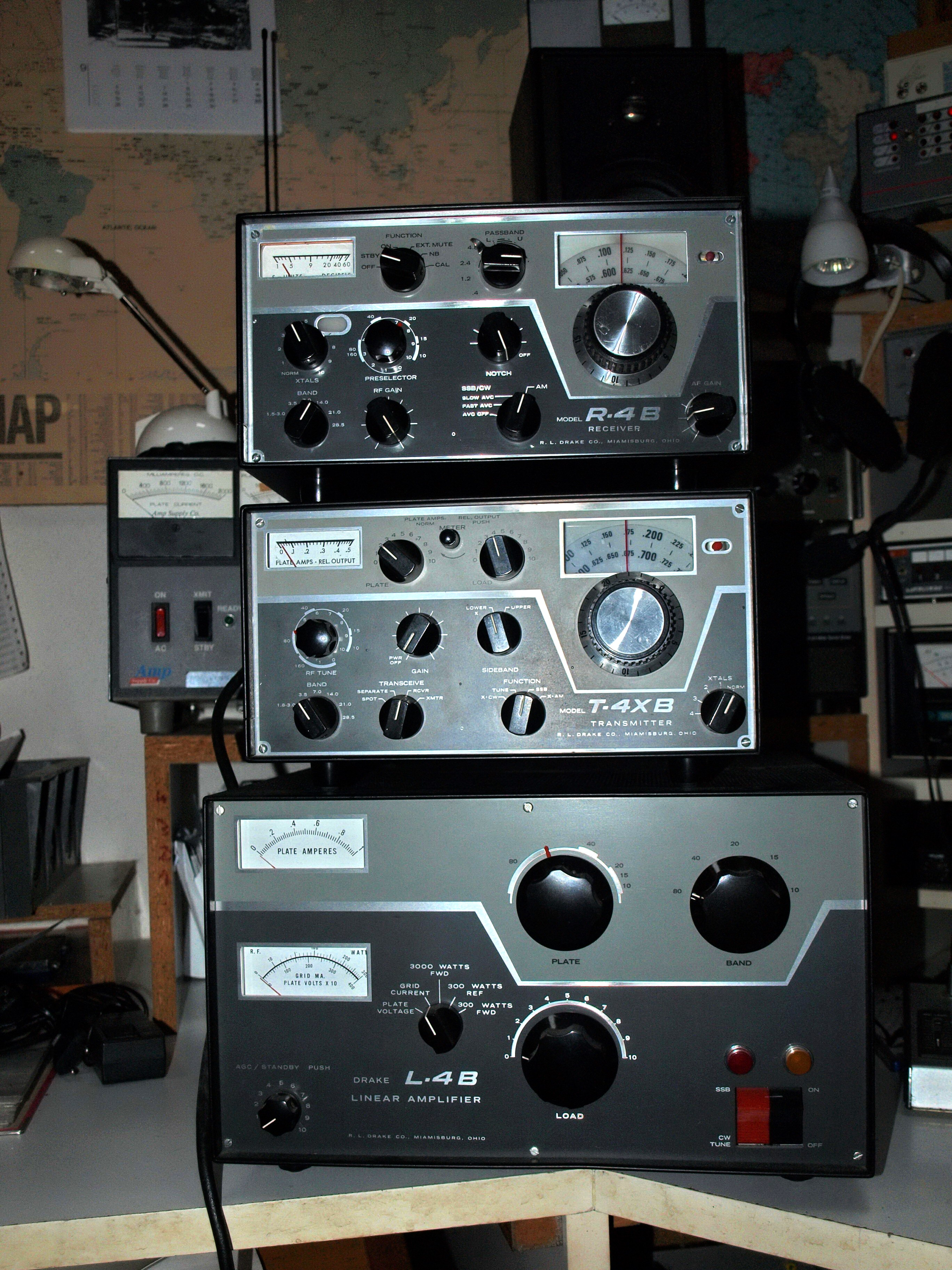
Eine Kurzwellen-Sende-Empfangsanlage mit einer 1‑kW-Röhrenendstufe der Firma Drake. Die Anlage wurde von Funkamateuren und professionellen Diensten eingesetzt.

In der Nacht vom 27. auf den 28. November 1923 gelang zwei Funkamateuren, dem Franzosen Léon Deloy 8AB und dem Amerikaner Fred Schnell 1MO, die erste zweiseitige Funkverbindung auf Kurzwelle über den Atlantik. Das war die Geburtsstunde des Kurzwellenfunks/Kurzwellenrundfunks. Dieser ermöglichte es, Rundfunksendungen auch weit entfernter Staaten direkt zu hören. 1924 fanden erste Übertragungstests statt, u. a. zwischen Nauen und Buenos Aires. Erste reguläre Radiosendungen wurden ab 1925 von Radio Vatikan, der BBC und Radio Moskau, der heutigen Stimme Russlands, gesendet.
Im Kalten Krieg wurden seitens der kommunistischen Staaten Sendungen der Gegenseite häufig durch Störsender (Jamming) mit Absicht gestört, um den Empfang unliebsamer Sendungen zu unterbinden. Sender, die oft gestört wurden, waren zum Beispiel Radio Free Europe/Radio Liberty, die Deutsche Welle, der BBC World Service und die Voice of America.
Funkamateure sind in der Lage, weltweit – oftmals auch mit selbstgebauten Geräten – über Kurzwelle zu kommunizieren. Zum Betrieb von Amateurfunk ist eine Lizenz erforderlich. In Katastrophenfällen in abgelegenen Gebieten waren es meist Funkamateure, die der Außenwelt erste Informationen und Kontakte ermöglichten.
Der KW-Frequenzbereich ist in Frequenzbänder eingeteilt, die für verschiedene Sende- und Funkdienste reserviert sind. So gibt es zum Beispiel spezielle KW-Rundfunkbänder und Amateurbänder, in denen keine anderen Funkdienste senden dürfen.
Wegen der weltweiten Reflexions- und Ausbreitungsbedingungen wurden in den 1960er Jahren sogenannte Weltempfänger (Allwellenempfänger) mit Schwerpunkt auf den Kurzwellenbändern entwickelt. In Europa war der Weltempfänger T 1000 von Braun weit verbreitet, der allein auf KW acht Frequenzbereiche hatte, weiterhin der Grundig Satellit mit seinem durchgehenden Frequenzbereich von 520 kHz bis 30 MHz. Allwellenempfänger hatten auch für den Empfang der Zeitsignale in der frühen Satelliten- und Astrogeodäsie Bedeutung.

### Kurzwellen- und Satellitenkommunikation
Die Bedeutung des Seefunks über Kurzwelle ist durch die Einführung des Seefunks über Satellit stark zurückgegangen. Das Internet als Informationsquelle ist eine starke Konkurrenz für viele Rundfunksender auf Kurzwelle. Aus diesem Grunde haben einige große Auslandsdienste ihren Betrieb auf KW mit Zielgebieten nach Europa, Nordamerika und Australien reduziert oder ganz eingestellt. Neue Medienanalysen haben jedoch ergeben, dass nur wenige Radiohörer auf Satellitenempfang und das Internet umgestiegen sind. So sind die damit verbundenen Kosten weitaus höher als der Betrieb eines normalen Transistorradios. Ein weiterer Vorteil ist die hohe Portabilität eines Radios, das an nahezu jedem beliebigen Ort eingesetzt werden kann.
Weiterhin große Bedeutung hat die Kurzwelle in den infrastrukturell weniger entwickelten Gebieten der Erde auf Grund der mangelnden Verfügbarkeit beziehungsweise sehr hohen Kosten für andere Informationsmittel. Eine wichtige Informationsquelle ist der Kurzwellenrundfunk in Gesellschaften mit staatlicher Zensur der Massenmedien.
Ein weiterer Vorteil ist die Unabhängigkeit vom Stromnetz, da Weltempfänger meist mit Batterien betrieben werden können.

### Digitalisierte Modulation auf Kurzwelle
Die Klangqualität des Ultra-Kurzwellen-Rundfunks (UKW) in Frequenzmodulation (FM) ist wegen der dort verwendeten höheren Bandbreite des Audio-Signals und des fast völligen Fehlens von atmosphärischen Einflüssen (abgesehen von sehr seltenen Überreichweiten) deutlich besser als im Kurz-, Mittel- und Langwellenbereich. Auch ist die Amplitudenmodulation (AM) systembedingt anfälliger gegenüber atmosphärischen Störungen. So nahm die Zahl der Radiostationen, die UKW-Sender auch in abgelegenen Gebieten einsetzten, allmählich zu. Jedoch ist dies keine Alternative, da die weitreichende Kurzwelle durch ein flächendeckendes UKW-Sendernetz aus technischen und wirtschaftlichen Gründen nicht zu reproduzieren ist. Um auch im AM-Hörfunk eine bessere Klangqualität einzuführen und die starken Verzerrungen des selektiven Trägerschwundes zu verringern, wurde Digital Radio Mondiale (DRM) gegründet. Dieses Konsortium verfolgt das Ziel, ein standardisiertes digitales Übertragungssystem zu definieren und einzuführen. Dem DRM-Konsortium gehören mittlerweile 80 Mitglieder an, die sich aus nationalen und internationalen Rundfunksendern, Forschungseinrichtungen und Herstellern von Sendetechnik und Empfangsgeräten zusammensetzen.
Auf der Weltfunkkonferenz (englisch World Radiocommunication Conference, kurz WRC) 2003 in Genf ging DRM in den Regelbetrieb. Eine Reihe von Hörfunksendern strahlt nun zusätzliche digitale Signale zu den herkömmlichen AM-Rundfunksendungen aus. Auf der Internationalen Funkausstellung werden seit 2003 immer wieder Prototypen von Standalone-Empfängern für den DRM-Empfang präsentiert, im Handel war jedoch für den Konsumbereich bis Ende 2006 kein solches Gerät erhältlich. Seit Anfang 2007 sind die Geräte Himalaya DRM-2009 und Morphy-Richard DRM Radio 27024 verfügbar. Die DRM-Technik scheint sich jedoch nicht durchzusetzen.

## Empfangsbeeinträchtigungen
Durch verschiedene Einflüsse kann es zur Veränderung der Ausbreitungsbedingungen für Kurzwellen kommen:
1. Natürliche Erscheinungen:
- Aktivitäten auf der Sonne (Sonnenfleckenminimum, Sonnenfleckenmaximum); hierdurch werden die ionisierenden Schichten (die die Kurzwellenbänder reflektieren) verändert
- der Mögel-Dellinger-Effekt
- Gewitter, deren Entladungen das auf Kurzwelle charakteristische „Knacken“ verursachen

2. Störaussendung von technischen Geräten im Kurzwellenbereich, z. B.:
- Schaltnetzteile
- Computer
- Zeilenendstufen in Monitoren und Fernsehgeräten
- Plasmafernseher
- Leuchtstoff- und Energiesparlampen
- allgemein große, schnell geschaltete Ströme
- Powerline Communication, kurz PLC, auch bekannt als Internet aus der Steckdose oder LAN aus der Steckdose

Seitens der Kurzwellennutzer wird PLC kritisch betrachtet, da hier die Übertragung von Signalen im Kurzwellenbereich über ungeschirmte Stromleitungen genutzt wird: Diese ungeschirmten Leitungen verhalten sich wie Antennen und strahlen Energie im Kurzwellenbereich ab; diese Abstrahlung stört den Kurzwellenempfang im Umfeld von PLC-Anwendungen.
Da sich die Intensität der Abstrahlungen nie genau vorhersagen lässt, liegt den Bedienungsanleitungen der Inhouse-PLC-Geräte meist ein Hinweis auf die Problematik bei: Diese Einrichtung kann im Wohnbereich Funkstörungen verursachen; in diesem Fall kann vom Betreiber verlangt werden, angemessene Maßnahmen durchzuführen.

## Kurzwellen in der Medizin
Die sogenannte Kurzwellentherapie (als Diathermie oder Hyperthermie) ist ein Heilverfahren, das in den Bereich der Thermotherapie einzuordnen ist. Im Gegensatz zu den Reizstromtherapieformen, die elektrische Ströme auf den Körpers einwirken lassen, erzeugen die Kurzwellen eine Erwärmung des Körpergewebes.
Kurzwellen-Therapiegeräte wie Isotherm 514 und Ultratherm 525 der Marke Siemens stellten etwa die Siemens-Reiniger-Werke in Erlangen her.
Je nach gewünschte Eindringtiefe wird Kurzwellenstrahlung (Kurzwellentherapie, 27,12 MHz), Ultrakurzwellenstrahlung (Ultrahochfrequenztherapie, 433,92 MHz) oder Dezimeterwellenstrahlung (Mikrowellentherapie, 2450 MHz) verwendet.
Die gewünschte Heilwirkung soll durch gezielte Erwärmung des zu behandelnden Körpergewebes bewirkt werden. Vor allem zur Behandlung von rheumatischen Erkrankungen, aber auch von Erkrankungen des Bewegungsapparates, der Muskeln und der Haut hat die Kurzwellentherapie gute Ergebnisse gezeigt. Patienten mit Muskel- und Weichteilschmerzen, wie zum Beispiel Verspannung, können von der Kurzwellentherapie profitieren. Mit geeigneten Geräten kann auch tiefliegendes Gewebe erreicht werden, wenn die Elektroden ein bis zwei Zentimeter entfernt von der Körperstelle, die erwärmt werden soll, positioniert werden können. Die Wirkung besteht in einer selektiven Tiefenerwärmung je nach Applikationstechnik und Dosierung. Auch bei Erkrankungen der Haut, der Augen sowie im HNO-Bereich findet sie Anwendung.

## Bedeutung der Kurzwelle heute
Die Kurzwelle bietet auf Grund ihrer besonderen Ausbreitungsbedingungen die Möglichkeit, Radiosendungen aus jedem Land der Erde zu empfangen. So bieten diese Sendungen den Vorteil, Nachrichten direkt aus erster Quelle zu erhalten – nicht zitiert oder referiert, wie es in den heimischen Medien der Fall ist. Dies ist ein besonderer Reiz des Kurzwellenrundfunks.
Heute senden Radiostationen aus über 30 Ländern deutschsprachige Programme. Es handelt sich meist um Informations- und Unterhaltungsprogramme mit einer Dauer von ½ bis einer Stunde, die in den Abendstunden nach Europa gesendet werden. Aus über 200 Ländern sind englischsprachige Sendungen zu hören. Im deutschsprachigen Raum betreiben viele Leute den Kurzwellenempfang als Hobby – mehr als 4000 Hörer sind sogar in Kurzwellen-Hörerklubs organisiert. Kurzwellenhörer werden auch als SWL bezeichnet, kurz für Short Wave Listener. Den Empfang von weit entfernten Radiosendern nennt man auch DXen. Kurzwellenhörer, wie Funkamateure, lassen sich QSL-Karten zuschicken, die zugleich beliebte Sammlerobjekte sind und einen erfolgreichen Empfang nachweisen.
In abgelegenen Gebieten, wie zum Beispiel in Australien, Afrika, Kanada, Papua-Neuguinea und Südamerika, sind Kurzwellenverbindungen heute noch eine weitverbreitete Art der Kommunikation. Sie dienen der normalen Rundfunkausstrahlung, der Nachrichtenübermittlung bei Notfällen (Notfunk) sowie als Medium zur Übertragung von Schulungsinhalten. Aber auch Kriminelle und Guerilleros nutzen die leicht verfügbaren und transportablen Sende- und Empfangsgeräte gerne. In den tropischen Regionen der Erde steht ein spezieller Frequenzbereich zur Verfügung, der auch als Tropenband bezeichnet wird. Dieser Bereich wird von Gewittern, wie sie im Tropengürtel häufig vorkommen, weniger gestört und ist daher eigens für diese Sender reserviert.
Während Amateur-Verbindungen auf Kurzwelle mit geringen Leistungen auskommen, ist der Betrieb von Rundfunk-Kurzwellensendern, die eine Leistung von 100 bis 500 Kilowatt haben, sehr kostenintensiv. Da bei einer digitalisierten Ausstrahlung deutlich geringere Sendeleistungen (ERP) erforderlich sind, wird derzeit eine Digitalisierung der Kurzwellensender betrieben. Ziel ist es, durch eine gute Übertragungsqualität insbesondere informationsinteressierte Hörer zu halten.
In Katastrophenfällen, in denen die lokale Stromversorgung und die Telefonleitungen zerstört werden, helfen auch in heutiger Zeit immer wieder private Funkamateure, bei der Nachrichtenübermittlung Notfunk oder gar bei der Hilfestellung bei medizinischen Notfällen (MAR).
Kurzwellen-Überhorizontradare stellen auch nach Ende des Kalten Krieges ein probates Mittel dar, mit relativ geringem Aufwand feindliche Flugobjekte oder Raketenstarts über große Entfernungen durch diese Methode zu orten.
Kurzwellen sind auch für RFID von Bedeutung.

## In der Popkultur
In dem Lied des britischen Pop-Rock-Musikers Peter Gabriel aus dem Jahre 1977 Here Comes the Flood beschreibt Gabriel wie er am Anfang seiner Solo-Karriere vom Kurzwellenradio besessen war und immer wieder darüber staunte, wie die Radiosignale stärker wurden, wenn das Tageslicht schwand. Dieses Phänomen wird als Tagesdämpfung bezeichnet. Gabriel schrieb außerdem 1978 den Song On the Air über eine fiktive Figur namens Mozo, einen von der Welt entfremdeten Außenseiter, der versucht, über das Medium Kurzwellen-Radio berühmt zu werden, indem er sich ein Alter Ego ausdenkt, das seinen Bestrebungen entspricht.